# NGC 3818
NGC 3818 is een elliptisch sterrenstelsel in het sterrenbeeld Maagd. Het hemelobject werd op 5 maart 1785 ontdekt door de Duits-Britse astronoom William Herschel.

## Synoniemen
- MCG -1-30-23
- UGCA 243
- PGC 36304